# Aéroport de Bloodvein River
Pour les articles homonymes, voir Bloodvein.
L'aéroport de Bloodvein River est un aéroport situé au Manitoba, au Canada.